# 鞘舌卷柏
鞘舌卷柏（学名：Selaginella vaginata）为卷柏科卷柏属下的一个种。

## 扩展阅读
- 維基物種上的相關：鞘舌卷柏